# Мамай, Николай Яковлевич
Мамай Николай Яковлевич (7 февраля 1926, Анастасиевская — 6 июня 1989, Краснодон) — советский шахтёр, бригадир забойщиков шахты № 2 «Северная» треста «Краснодонуголь», Герой Социалистического Труда.

## Биография
Родился 7 февраля 1926 года в станице Анастасиевская Славянского района ныне Краснодарского края.
С 1943 года — в Красной армии. Участник Великой Отечественной войны. В 1945 году — подносчик миномётной батареи 1-го мотострелкового батальона 10-й гвардейской механизированной бригады 1-го Украинского фронта, гвардии рядовой, награждён медалью «За отвагу». После увольнения из Вооружённых сил в звании старшины с 1953 года приехал в город Краснодон Ворошиловградской области Украинской ССР (ныне Луганской области Украины) и стал работать на шахте № 2 «Северная». Начинал с ученика забойщика, а вскоре возглавил бригаду забойщиков.
В 1955 году вступил в КПСС.
Бригада, которой он руководил, на тот момент была отстающей. Впервые о нём и его бригаде заговорили в 1956 году, когда он обратился с призывом ко всем горнякам Донбасса — каждому горняку давать ежедневно сверх нормы тонну угля. Мамаевский почин подхватили миллионы советских людей. Только в 1956 году по-мамаевски работали 20 тысяч шахтёров Донбасса. Новый вид соревнования стал шириться и в других отраслях народного хозяйства.
Указом Президиума Верховного Совета СССР от 26 апреля 1957 года за выдающиеся успехи, достигнутые в деле развития угольной промышленности в годы пятой пятилетки и в 1956 году, Мамаю Николаю Яковлевичу присвоено звание Героя Социалистического Труда с вручением ордена Ленина и золотой медали «Серп и Молот».
С 1961 года — бригадир шахты «Суходольская» № 1  треста «Краснодонуголь». Выступил инициатором движения за комплексную механизацию в угольной промышленности и перевыполнение планов путём внедрения новой техники. В 1964 году за внедрение новой горной техники, достижение её высокой производительности удостоен Ленинской премии. В 1965 году за установление всесоюзного рекорда по добыче угля награждён вторым орденом Ленина. Историческим для Краснодона стало 30 августа 1969 года, когда мамаевцы выдали на-гора миллионную тонну угля.
В 1970 году, после окончания Краснодонского вечернего горного техникума, назначен на должность помощника начальника участка. Руководство бригадой он доверил своему ученику А. Я. Колесникову. В дальнейшем работал начальником смены, после чего вышел на пенсию. Много внимания уделял работе с молодыми шахтёрами.
Кандидат в члены ЦК КПСС (1961—1966). Делегат XXII съезда КПСС (1961). Депутат Верховного Совета СССР 5—7 созывов (1958—1970).
Умер 6 июня 1989 года в городе Краснодоне.

## Награды
- Ленинская премия (1964);
- дважды орден Ленина (26.04.1957, 1965);
- Орден Отечественной войны 2-й степени (11.03.1945);
- Медаль «За отвагу» (СССР) (09.06.1945);
- Медаль «За трудовую доблесть»;
- Знак «Шахтёрская слава» трёх степеней.